# Höhr-Grenzhausen (Verbandsgemeinde)
Höhr-Grenzhausen est une Verbandsgemeinde (collectivité territoriale) de l'arrondissement de Westerwald dans la Rhénanie-Palatinat en Allemagne. Le siège de cette Verbandsgemeinde est dans la ville de Höhr-Grenzhausen.
La Verbandsgemeinde de Höhr-Grenzhausen consiste en cette liste d'Ortsgemeinden (municipalités locales) :

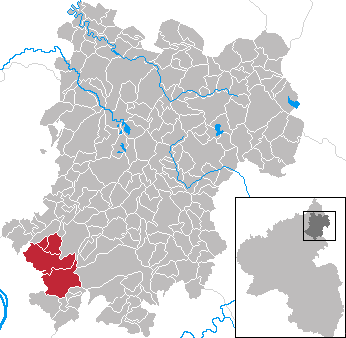
Localisation de la Verbandsgemeinde de Höhr-Grenzhausen dans l'arrondissement de Westerwald

1. Hilgert
2. Hillscheid
3. Höhr-Grenzhausen
4. Kammerforst